# Rassony
Rassony (belarussisch Расоны, russisch Россоны, polnisch Rossony, hist. Rososna, Rossono) ist eine Stadtgemeinde im Rajon Rassony in der Wizebskaja Woblasz in Belarus mit rund 5400 Einwohnern (2010).
Das Wappen von Rassony wurde am 20. Januar 2006 durch das Dekret Nr. 36 des belarussischen Präsidenten gestiftet.

## Geographie
Rassony liegt am Ufer des Rossono-Sees (russisch Россоно), 117 km nordwestlich von Wizebsk, 236 km nordöstlich von Minsk, nahe der russischen Grenze.

## Geschichte
Die erste schriftliche Erwähnung von Rassony stammt aus dem Jahr 1552, aber archäologische Überreste zeugen von einer Besiedlung in der Gegend zwischen dem 9. und 5. Jahrtausend vor Christus. Rassony wird regelmäßig in den historischen Quellen des 16. Jahrhunderts zitiert. Rassony hat seit 1958 den Status einer städtischen Gemeinde.
Vom 15. Juli 1941 bis 12. Juli 1944 war der Ort unter deutscher Besatzung. Die Juden des Dorfes wurden von den Nazis ins Ghetto getrieben und fast alle getötet.

## Sehenswürdigkeiten
- Herrenhaus (Ende des 19. Jahrhunderts), einschließlich Haupthaus (1900), Park und Nebengebäude
- Orthodoxe Himmelfahrtskirche (2. Hälfte des 19. Jahrhunderts)

## Bilder

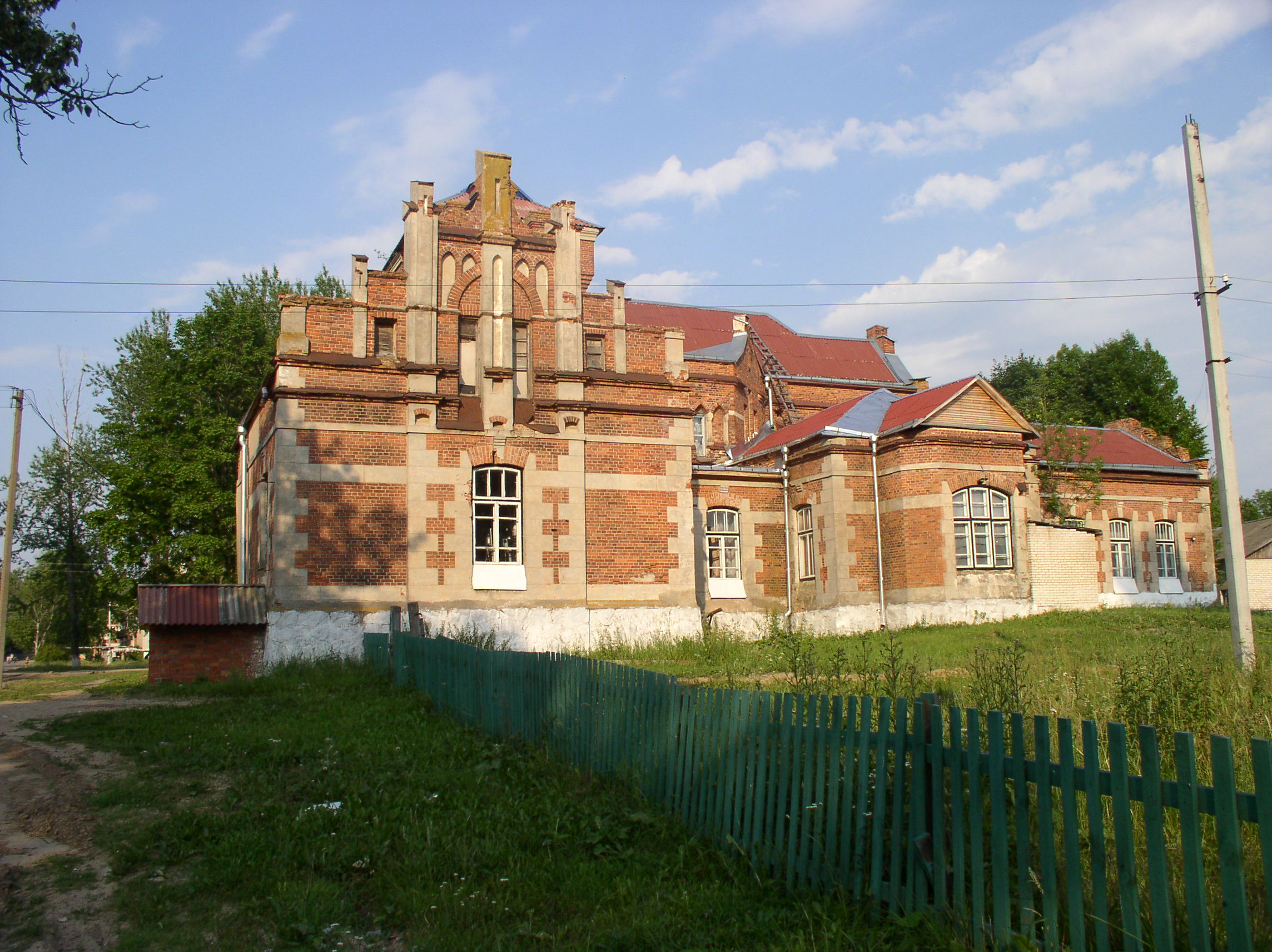
Herrenhaus
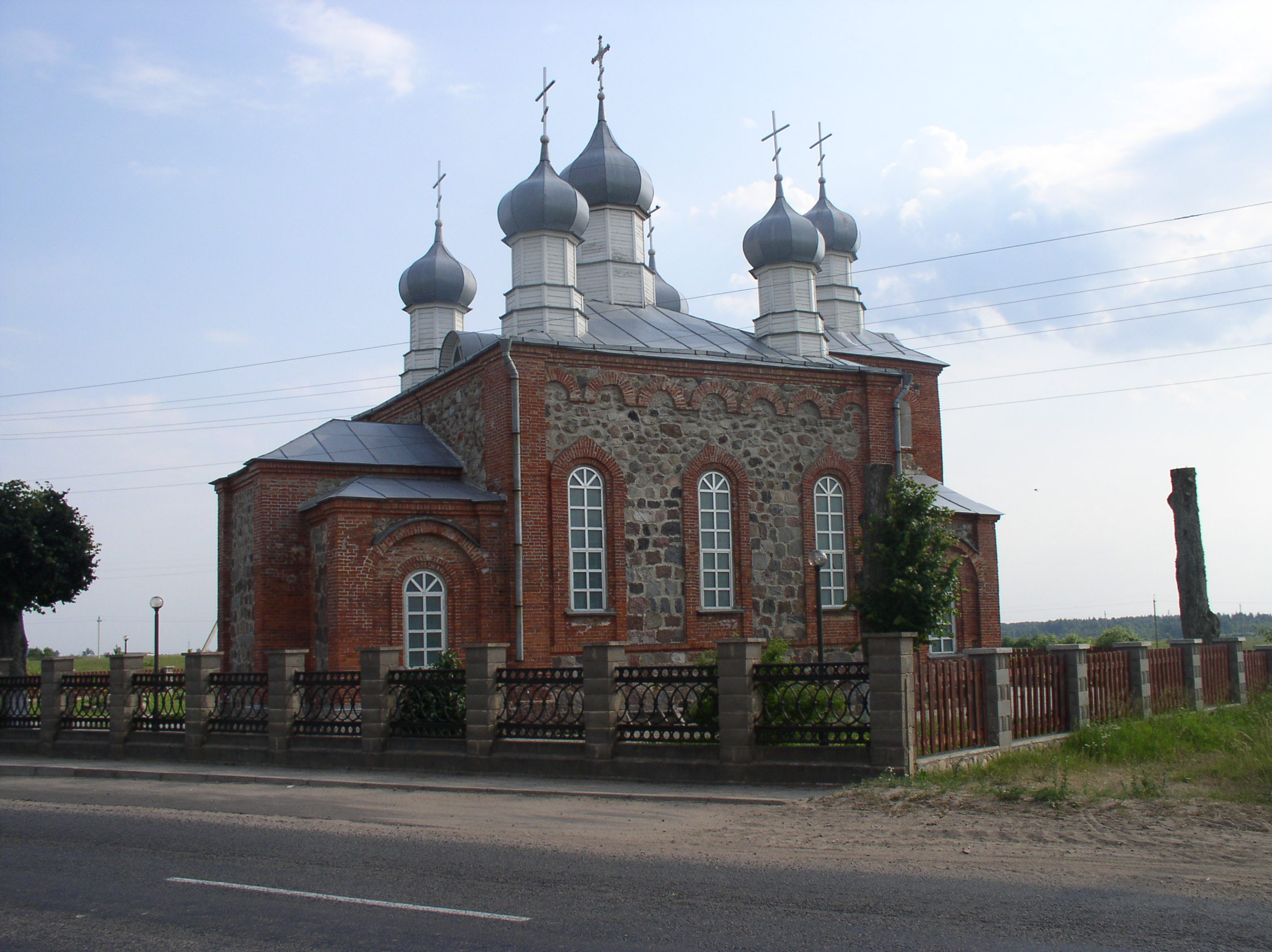
Orthodoxe Himmelfahrtskirche
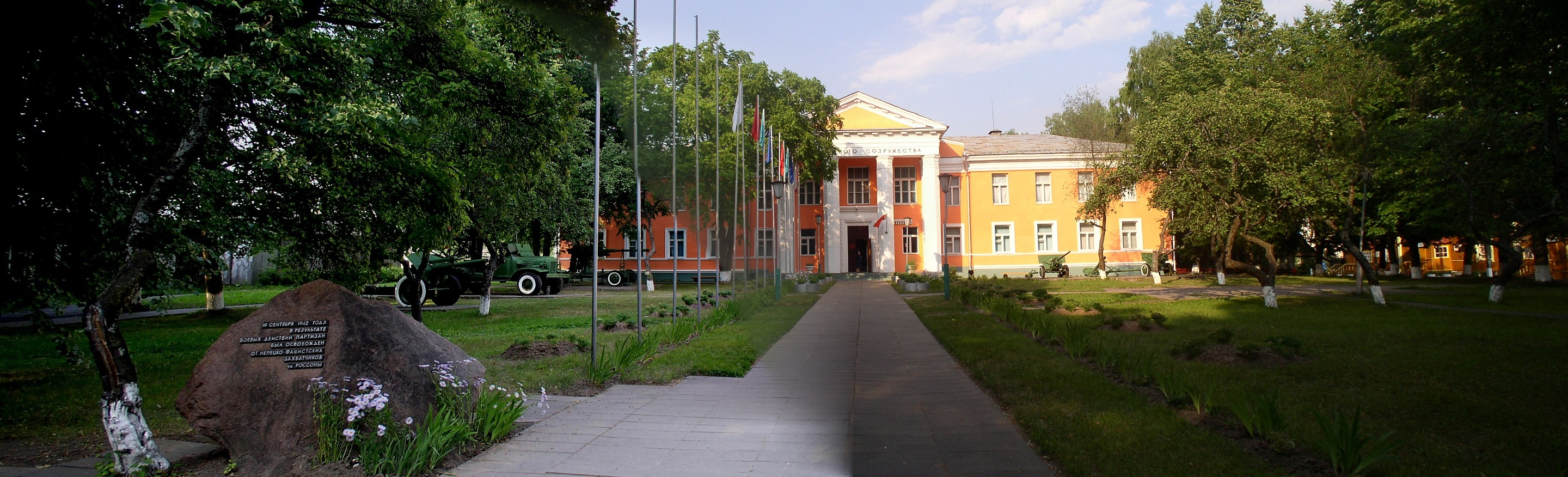
Militärmuseum
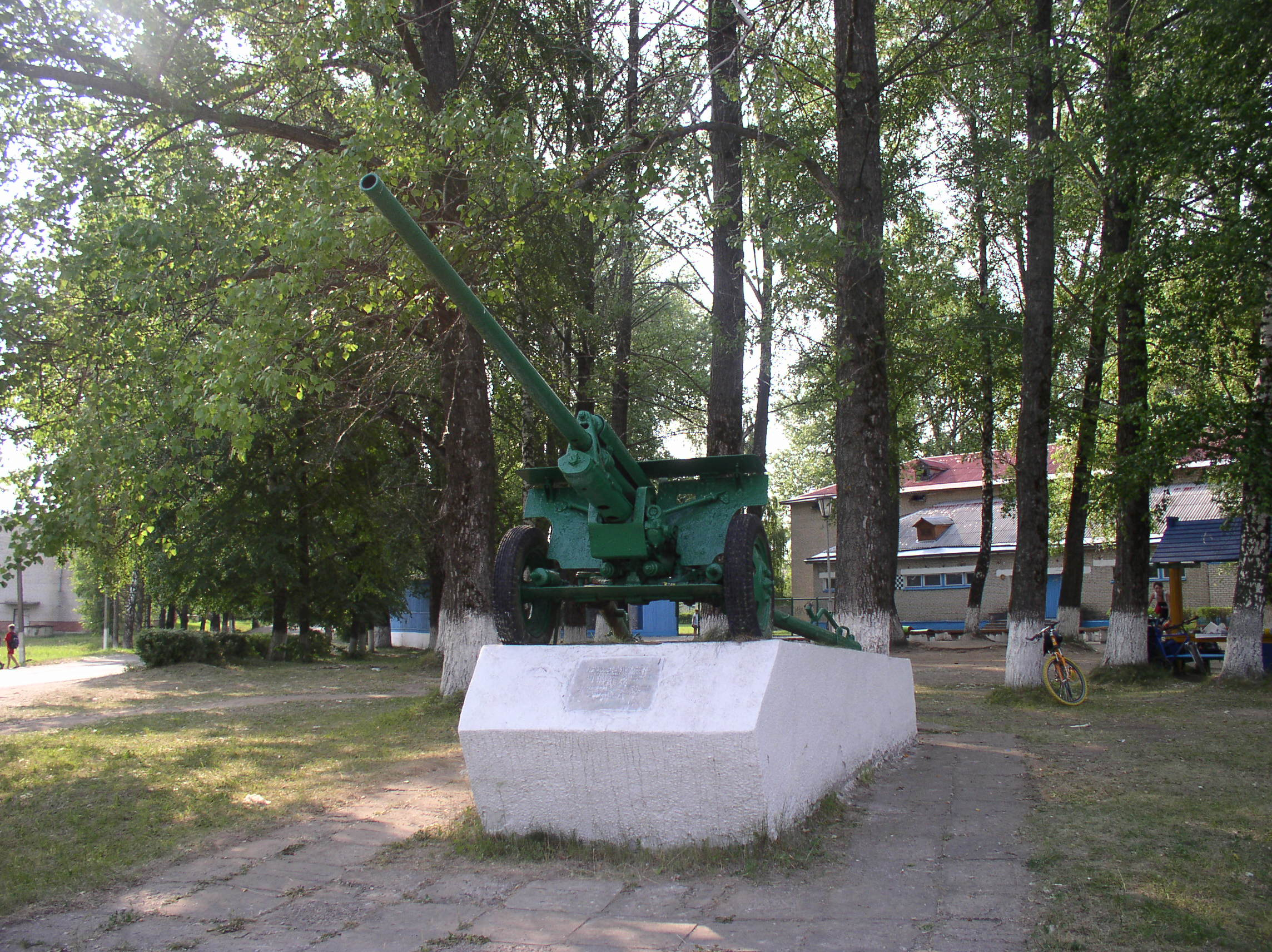
57mm ZIS-2-Kanone – Denkmal für die Befreier

## Bevölkerung
Volkszählungen (*) oder Bevölkerungsschätzungen
| Jahr      | 1959  | 1970  | 1979  | 1989  | 1999  | 2009  | 2011  | 2012  | 2013  | 2014  |
| --------- | ----- | ----- | ----- | ----- | ----- | ----- | ----- | ----- | ----- | ----- |
| Einwohner | 3.855 | 2.621 | 3.450 | 5.264 | 5.400 | 5.409 | 5.311 | 5.244 | 5.163 | 5.124 |

## Verkehr
Die Republiksstraße P24 führt von Polazk 50 Kilometer nach Norden bis Rassony.
Rassony besitzt keinen Eisenbahnanschluss. Die nächste Bahnstation in dem Dorf Dretuń auf der Linie von Polazk nach Welikije Luki (Russland) ist 35 km Luftlinie entfernt, jedoch ist die Straßenverbindung von dort nach Rassony nur unwesentlich kürzer als von Polazk.